# Australien
Australien, officiellt Australiska statsförbundet eller Samväldet Australien (engelska: Commonwealth of Australia), är ett land på södra halvklotet bestående av fastlandet kontinenten Australien, ön Tasmanien samt ett antal mindre öar i Indiska oceanen och Stilla havet. Det är till ytan världens sjätte största land. Angränsande länder är Indonesien, Östtimor och Papua Nya Guinea i norr, Salomonöarna, Vanuatu och Nya Kaledonien i nordöst och Nya Zeeland i sydost.
I minst 50 000 år innan den europeiska bosättningen i slutet av 1700-talet var Australien befolkat av ursprungsbefolkningen aboriginer, som tillhörde en eller flera av ungefär 250 språkgrupper. Sedan Australien blivit upptäckt av holländska upptäcktsresande år 1606, gjorde Storbritannien anspråk på Australiens östra halva 1770 och bosatte den inledningsvis genom en fångtransport till kolonin New South Wales från den 26 januari 1788. Befolkningen växte stadigt i flera decennier och kontinenten utforskades och ytterligare fem självstyrande kronkolonier etablerades.
Den 1 januari 1901 blev de sex kolonierna en federation som utgjorde Samväldet Australien. Man har sedan dess haft ett stabilt liberalt demokratiskt politiskt system som fungerar som en federal parlamentarisk demokrati och konstitutionell monarki. Förbundet består av sex delstater och flera territorier. Befolkningen på 23,9 miljoner är starkt koncentrerad till de östra delstaterna och är mycket urbaniserad.
Australien är ett väl industrialiserat land, är världens trettonde största ekonomi och har världens sjunde högsta inkomst per capita. Landets militära utgifter är världens tolfte största. Australien har världens sjätte högsta index för mänsklig utveckling och rankas högt i många internationella jämförelser av nationella resultat, såsom livskvalitet, hälsa, utbildning, ekonomisk frihet och skydd av medborgerliga friheter och politiska rättigheter. Australien är medlem av G20, OECD, WTO, APEC, FN, Samväldet, ANZUS och Pacific Islands Forum.

## Namnet
Den holländska sjöfararen Abel Tasman gav kontinenten, eller åtminstone norra och västra kusten, namnet Nya Holland när han utforskade området 1644. Den engelska kaptenen William Dampier använde också det namnet vid sina resor på slutet av 1600-talet. Nya Holland förknippades sedan med Australien, men holländarna gjorde aldrig några koloniala anspråk på kontinenten.
Den svenska kartografen Daniel Djurberg menade att Nya Holland var felaktigt och menade att man skulle använda mer lokala namn. Han namngav Australien Ulimaroa 1776 i sin skrift Geografi, Sammandragen utur de Nyste och Tilförliteligaste Auctorer, och i de flesta av hans efterföljande kartor och skrifter. Daniel Djurberg menade att det var det maoriska namnet på Australien, efter en berättelse från James Cooks resor till Nya Zeeland. Efter detta kom namnet Ulimaroa att användas som namn på Australien på flera kartor publicerade i Sverige, Tyskland, Österrike och Tjeckoslovakien fram till år 1819.
Namnet Australien etablerades av britterna vid deras kolonisering. Den kommer av det latinska ordet australis, som betyder sydlig. Legender om ett okänt sydligt land, Terra Australis, cirkulerade redan under Romerska riket, och var vanliga i medeltida geografi, men det baserades inte på någon faktisk kunskap om kontinenten. Det nederländska adjektivet australische, i betydelsen sydlig, användes först av nederländska politiker i Batavia som referens till det nyupptäckta landet i södern, så tidigt som 1638. Den första engelska skribenten som använde ordet "Australia" var Alexander Dalrymple i An Historical Collection of Voyages and Discoveries in the South Pacific Ocean, som publicerades 1771. Med termen syftade han på hela södra Stilla havsområdet, inte specifikt kontinenten Australien. 1793 publicerade George Shaw och James Edward Smith Zoology and Botany of New Holland, där de skrev om "den stora ön, eller egentligen kontinenten Australien, Australasien eller Nya Holland".
Namnet "Australien" populariserades i boken A Voyage to Terra Australis av Matthew Flinders (1814). Guvernör Lachlan Macquarie av New South Wales använde sedan ordet i sina rapporter till England. 1817 rekommenderade han att ordet skulle bli officiellt, och 1824 gick förslaget igenom.

## Historia
Kontinenten anses ha varit bebodd av människor under  minst 50 000 år. Ursprungsbefolkningen, kallad aboriginer, bredde ut sig över större delen av kontinenten och hade flera hundra olika språk och dialekter. Deras kultur var starkt präglad av kopplingen till jorden och naturen, och kännetecknades av väl utvecklade traditioner. Andra folkgrupper i Asien och öar i Stilla havet hade under flera hundra år före européernas ankomst kommit i kontakt med befolkningen i de norra delarna av kontinenten och idkade även handel med den. Antalet aboriginer torde före européernas ankomst möjligen ha utgjort 200 000–300 000 (uppgifterna växlar mellan 1 100 000 och 60 000) varefter de sjönk snabbt i antal. Under åren 1836–1881 sjönk antalet aboriginer i Victoria från 5 000 till 770; stammen narrinyeri i Sydaustralien hade 3 200 medlemmar, men 1875 bara 511. År 1851 var aboriginerna sammanlagt 55 000 personer, 1881 var de nere i 31 700, av vilka 20 585 bodde i Queensland. 1899 fanns i Sydaustralien ännu 2 900, i New South Wales 3 200, i Victoria 400. Av tasmanierna, som 1803 var 5 000–6 000, dog den sista, en kvinna som hette Truganini, 1876.
Den första europé som nådde Australien var den nederländske upptäcktsresanden Willem Janszoon, år 1606, men regelrätta expeditioner dit inleddes inte förrän senare delen av 1700-talet. 1770 gick den brittiske kaptenen James Cook i land vid Botany Bay i närheten av dagens Sydney, och tog kontinentens östra två tredjedelar i besittning för Storbritannien. 1789 inleddes Australiens tid som straffkoloni - och under tiden fram till 1868, då bruket upphörde, hade totalt 160 000 män och kvinnor förts till ön som fångar. Under 1800-talet styrdes Australiens sex delar som kronkolonier. Efter 1850 skedde en stor invandring av britter som ett resultat av ullindustrin och guldrusher.
I maj 1900 antog det brittiska underhuset en lag varigenom Samväldet Australien (Commonwealth of Australia) bildades som självstyrande dominion i det brittiska imperiet från 1 januari 1901.
Australien deltog i såväl första som andra världskriget. Under första världskriget deltog uppemot 400 000 av Australiens dåtida manliga befolkning på tre miljoner, varav uppskattningsvis 60 000 dog och tiotusentals skadades. Även under andra världskriget deltog större australiska styrkor såväl i kriget i Asien och Stilla havet som vid västfronten i Europa. Efter andra världskrigets slut upplevde Australien en period av stark ekonomisk tillväxt och stor invandring av flyktingar och andra migranter från olika delar av världen. Under 1950-talet, en period som präglades av stor framtidstro, startades en rad stora nationella projekt, bland andra det kända vattenkraftsystemet Snowy Mountains Scheme.
Australien är i dag en konstitutionell monarki inom Samväldet, men numera finns endast få rättsliga band mellan Australien och Storbritannien. Statsöverhuvud är kung Charles III, som representeras av en generalguvernör. I september 2008 blev Quentin Bryce landets första kvinnliga generalguvernör.

## Geografi

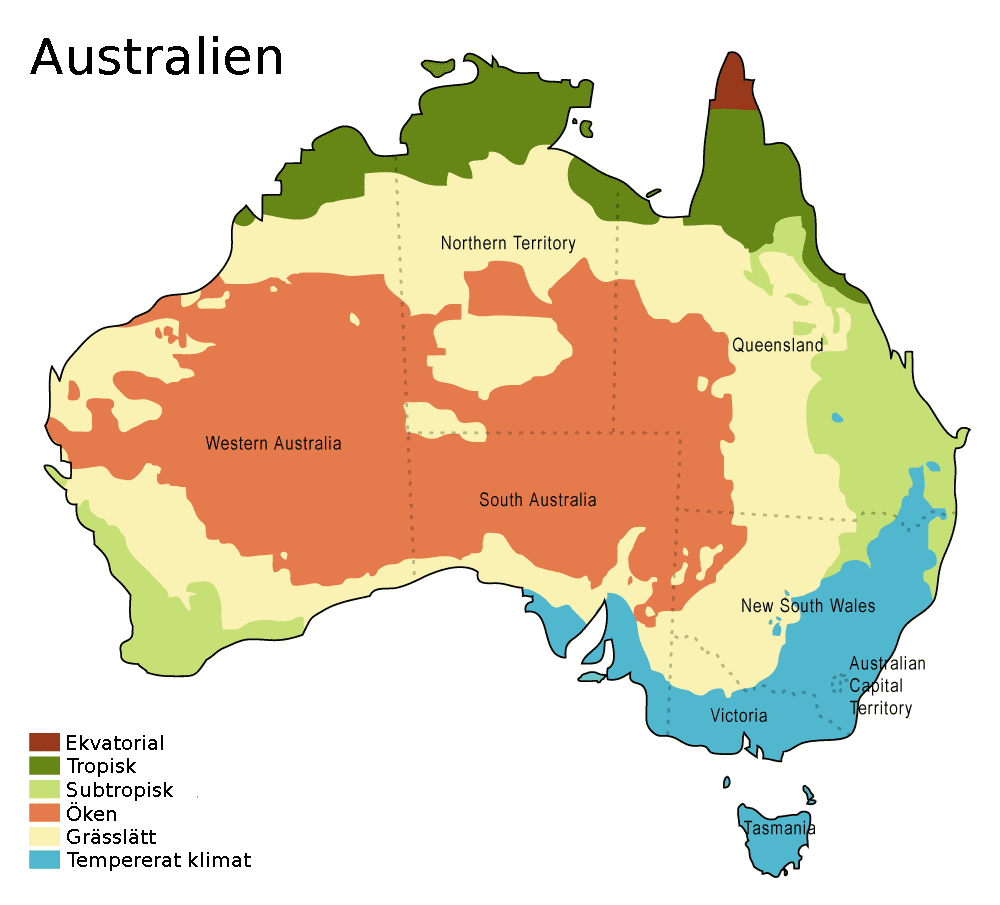
Klimatzoner i Australien.

Australien har en landyta på 7 617 930 kvadratkilometer och ligger på den indoaustraliska kontinentalplattan. Landet omges av Indiska oceanen, Antarktiska oceanen och Stilla havet och separeras från Asien av Arafurahavet och Timorhavet. Australien har en kustlinje på totalt 34 218 kilometer (exklusive öar), och gör anspråk på en ekonomisk zon på 8 148 250 km², vilket inte inkluderar Australiska Antarktis.
Större delen av Australien består av savann eller öken, populärt kallat Outback. 

### Topografi och hydrografi
Det stora barriärrevet, världens största korallrev, ligger inte långt från den nordöstra kusten och sträcker sig över 2 000 kilometer. Mount Augustus, världens största monolit, ligger i Western Australia. Mount Kosciuszko är fastlandets högsta berg, med en höjd på 2 228 meter över havet, men Mawson Peak i territoriet Heard- och McDonaldöarna är högre, och sträcker sig 2 745 meter över havet. Bland Australiens mest kända klippformationer finns också Uluru (även känt som Ayers Rock) i Northern Territory. Australiens sand är röd tack vare korroderad malm och metaller.

### Klimat
Australien är världens torraste och plattaste bebodda land, och har de äldsta och minst bördiga jordarna. Bara sydöstra och sydvästra hörnen av kontinenten upplever ett tempererat klimat. Den största delen av befolkningen bor längs med den sydöstra kusten. Norra delen av landet, med ett tropiskt klimat, hyser regnskogar, skogar, gräsmarker och öken. Landets klimat influeras kraftigt av havsströmmar, inklusive El Niño, vilket skapar en periodisk torka och tropiska lågtryckssystem som skapar cykloner över norra Australien.
Klimatförändring har blivit ett mycket uppmärksammat ämne i Australien under de senaste åren. Mängden nederbörd har ökat under det senaste århundradet, både sett över hela landet och för samtliga fyra kvadranter. Trots detta har flera regioner och städer i Australien ständig vattenbrist på grund av tillväxt av befolkningen och lokal torka.

### Växt- och djurliv

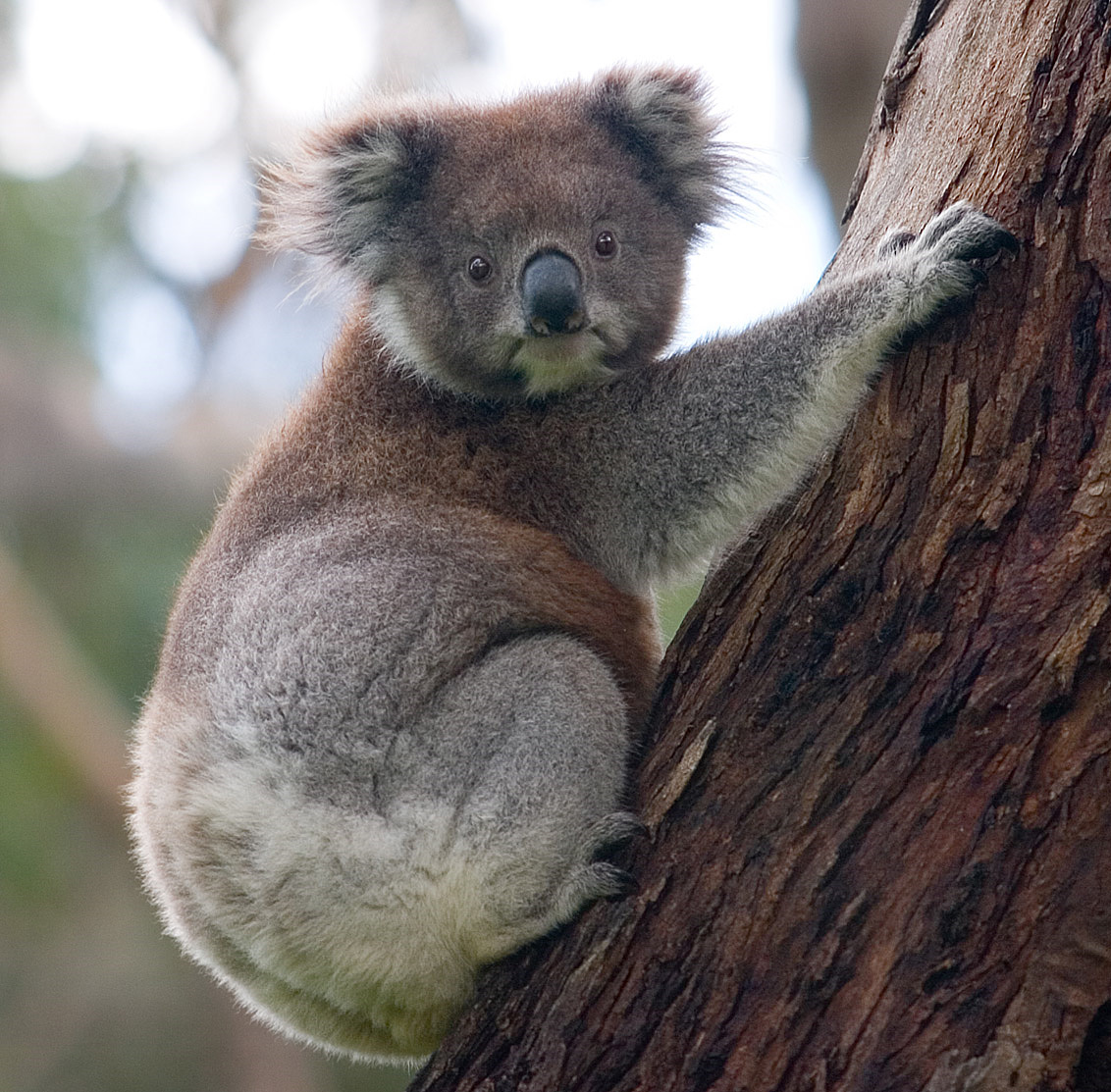
Koalan och eukalyptusen är ett typiskt par för den australiska floran och faunan.

De mest utbredda naturtyperna i Australien är savann och öken. Därutöver finns också en stor variation av olika naturtyper av mindre omfattning, allt från alpina slätter till tropiska regnskogar. På grund av kontinentens höga ålder, dess mycket varierande vädermönster, och dess långa geografiska isolering är mycket av Australiens flora och fauna unik och innehåller många mycket olika organismer. Runt 85 procent av blomväxterna, 84 procent av däggdjuren, mer än 45 procent av fåglarna och 89 procent av de kustnära fiskarna är endemiska.
Australien har bland annat flest reptilarter av alla länder med totalt 765 arter. Många av Australiens ekologiska regioner, och arterna inom dessa regioner, hotas av mänsklig aktivitet och importerade växter och djur. Den federala Environment Protection and Biodiversity Conservation Act 1999 är ett antal lagar som tagits fram för att skydda hotade arter. Många naturreservat och skyddade områden har skapats för att skydda och bevara Australiens flora och fauna.
De flesta av de australiska växterna är gröna året om och många är vana vid eld och torka, inklusive eukalyptusen och akacian. Australien har ett stort antal endemiska baljväxter som frodas i näringsfattig jord tack vare dess symbios med rhiozobiabakterien och mykorrhizasvampar. Välkänd australisk fauna inkluderar koalan, kängurun, vombaten och fåglar såsom emun, kakaduan och andra papegojor samt kookaburran. Australien är hem till flera av jordens giftigaste ormar. Dingon introducerades av austronesiska folkslag som handlade med aboriginer runt 4000 f.Kr. Många växter och djur dog ut efter det att människan slog sig ner i Australien, inklusive den australiska megafaunan, och många fler dog ut efter att européerna slog sig ner i Australien, exempelvis pungvargen.

## Styre och politik

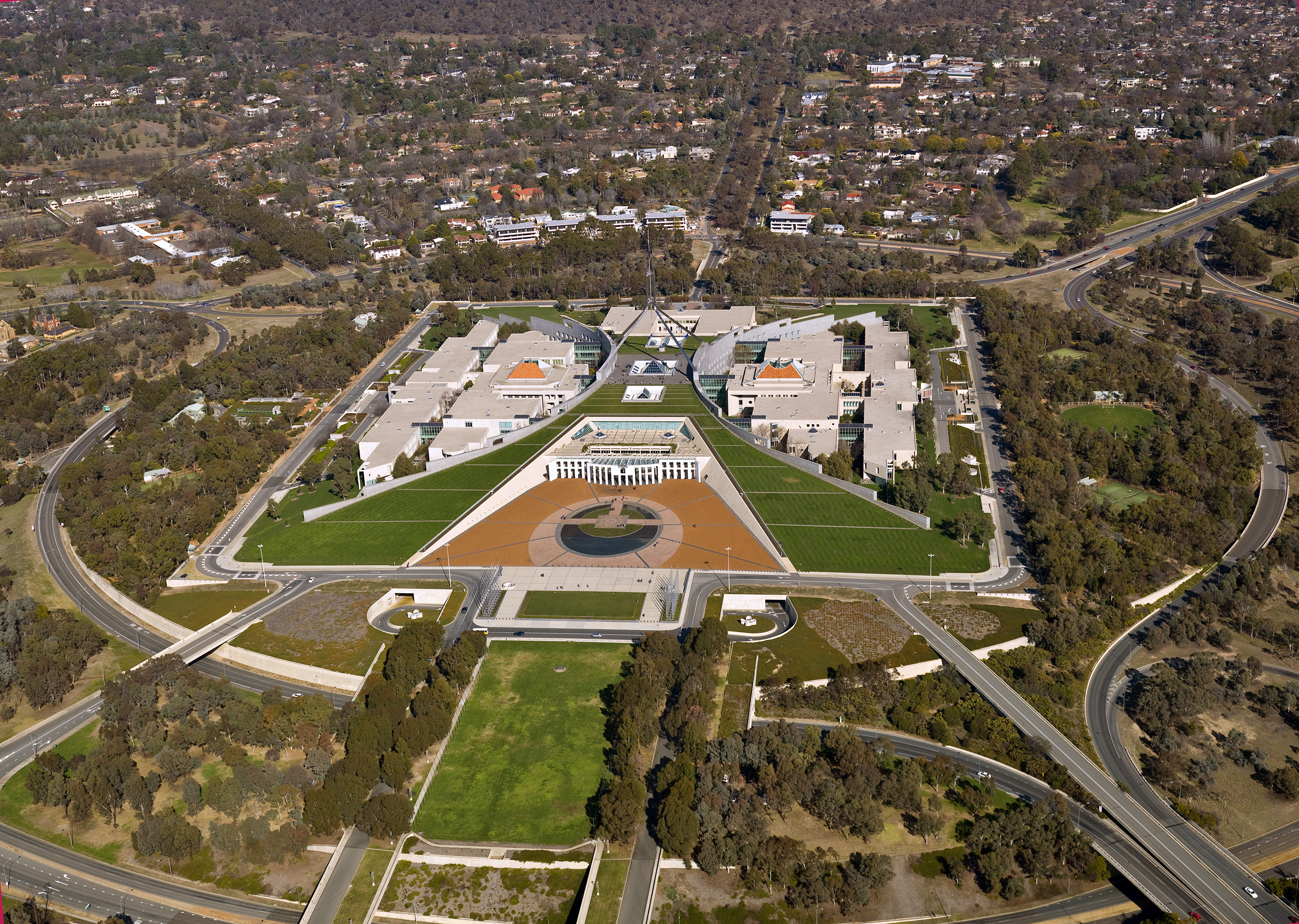
Parlamentsbyggnaden i Canberra öppnades 1988 och ersatte den gamla parlamentsbyggnaden som öppnades 1927.

### Författning och styre
Australien är en konstitutionell monarki och den brittiska kungen Charles III innehar titeln Kung av Australien (och är därmed statsöverhuvud), en roll som är skild ifrån hans roll som kung över Storbritannien. Kung Charles III är i dagliga uppgifter representerad av generalguvernören och även om konstitutionen ger mycket verkställande makt till generalguvernören används den generellt bara i samråd med premiärministern. Det har funnits tillfällen då generalguvernören agerat utan premiärministerns inrådan, ett exempel var avskedandet av Whitlam-administrationen under 1975 års konstitutionella kris.
Statens makt delas på den federala nivån in i tre skilda områden och grupperingar:
- Den lagstiftande församlingen: Australiens parlament, bestående av kung Charles III (representerad av generalguvernören), representanthuset och senaten.
- Den verkställande: Det Federala verkställande rådet (generalguvernören, rådgiven av medlemmarna i rådet); i praktiken är medlemmarna i rådet premiärministern och de olika ministrarna, vars råd generalguvernören generellt sett alltid följer.
- Den dömande: Australiens högsta domstol och andra federala domstolar.

Detta är till stor del baserat på Montesquieus lära om en tredelad makt.
Parlamentet är ett tvåkammarparlament och består av kung Charles III, senaten (överhuset) bestående av 76 senatorer och representanthuset (underhuset) bestående av 150 medlemmar som alla valts i enmansvalkretsar runtom i landet. Representation i representanthuset är direkt byggt på befolkning (varje ledamot representerar en viss mängd befolkning som valt denna), medan senatorerna representerar de olika staterna (12 per stat, medan de federala distrikten, Northern Territory och Australian Capital Territory båda har två senatorer). Båda kamrarna väljs via val vart tredje år; men eftersom senatens medlemmar sitter på sex år så väljs hälften av dess medlemmar i varje val. Partiet med majoritet i representanthuset bildar regering.
Det finns tre större politiska partier: Australian Labor Party, Liberal Party of Australia och National Party of Australia. Oberoende politiker och flera mindre partier har uppnått viss representation i de olika delstatsparlamenten men fenomenet har generellt sett haft litet genomslag. 2007 vann Kevin Rudds Australian Labor Party valet och tog makten från den förra koalitionen som styrt sedan 1996. Australien har obligatoriskt valdeltagande med undantag för South Australia.
En socialdemokratisk regering med Australiens arbetarparti har styrt landet sedan våren 2022 och med Anthony Albanese som premiärminister.

### Administrativ indelning

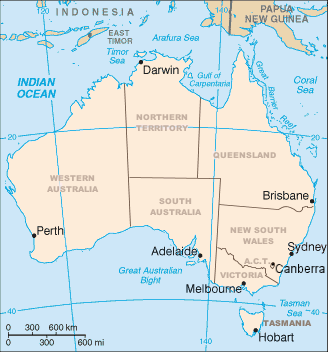
Karta över Australien.

Australien består av sex delstater och två större fastlandsterritorier. Det finns även mindre territorier som administreras direkt av den federala statsmakten. Delstaterna är New South Wales, Queensland, South Australia, Tasmanien, Victoria och Western Australia. De två större territorierna är Northern Territory och Australian Capital Territory (ACT). Generellt sett fungerar territorierna på samma sätt som delstaterna, men det federala parlamentet kan åsidosätta territoriernas lagstiftning. I kontrast till det åsidosätter enbart den federala lagstiftningen staternas lagstiftning i vissa områden, dessa områden definieras i Australiens konstitution. Frågor av lokalt intresse, till exempel sjukvård, utbildning, polis och vägnät, regleras av delstaternas parlament.
Varje delstat och större fastlandsterritorium har sitt eget lagstiftande parlament: Enkammarparlament i Northern Territory, ACT och Queensland, tvåkammarparlament i de övriga. Delstaterna är självständiga men står under viss makt från Samväldet som definierat i konstitutionen. Kung Charles III representeras i varje delstat av en guvernör och en administratör i Northern Territory.
Australien har flera mindre territorier, den federala statsmakten administrerar ett separat område i New South Wales, Jervis Bay Territory, som ska fungera som huvudstadens hamn. Övriga mer eller mindre befolkade externa territorier är Norfolkön, Julön, Heard- och McDonaldöarna, Kokosöarna, Ashmore- och Cartieröarna, Korallhavsöarna och Australiens antarktiska territorium.

### Internationella relationer

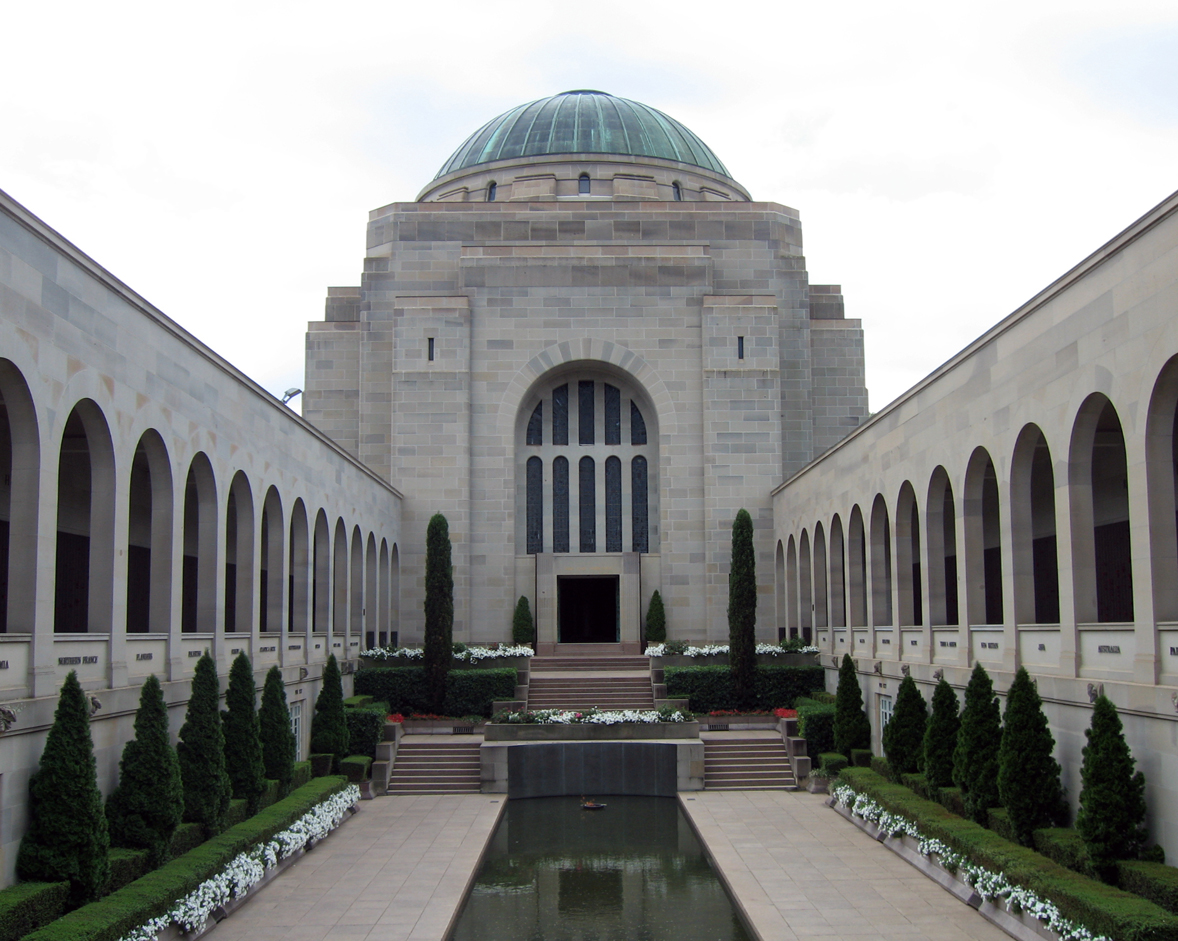
Australian War Memorial i Canberra.

Under de senaste årtiondena har Australiens internationella relationer präglats av ett nära samarbete med USA genom ANZUS-pakten och av en stark önskan att utveckla relationerna med Asien och Stilla havet, främst genom Association of Southeast Asian Nations och Pacific Islands Forum. År 2005 fick Australien ett inträdesmedlemskap i East Asia Summit (EAS) sedan man undertecknat ett avtal om vänskap och samarbete. Australien är en medlem av Samväldet (tidigare brittiska samväldet) där möten mellan medlemsstaternas ledare skapar ett forum för samarbete. Man har intensivt arbetat för en ökad liberalisering inom internationell handel och ledde bildandet av Cairnsgruppen samt Asia-Pacific Economic Cooperation (APEC). Australien är en medlem av Organisationen för ekonomiskt samarbete och utveckling och Världshandelsorganisationen och har där arbetat för framtagandet av ett flertal frihandelsavtal, senast ett frihandelsavtal mellan USA och Australien (AUSTFA) samt ett avtal om närmare ekonomiska relationer med Nya Zeeland. Australien förhandlar också om ett frihandelsavtal med Japan som man har nära ekonomiska förbindelser med.
Som en av de grundande medlemmarna av Förenta nationerna har Australien arbetat energiskt för multilateralism tillsammans med främst Kanada och de nordiska staterna, samtidigt som man upprätthåller ett internationellt hjälpprogram till ungefär 60 olika länder. I budgeten för 2005-06 fanns 2,5 miljarder dollar avsatt för hjälpinsatser. Räknat i procent av BNP är detta mindre än vad som rekommenderas i FN:s Millenniemålen.

### Försvar
Australiens försvarsmakt, Australian Defence Force (ADF) består av Royal Australian Navy (RAN), Australiska armén och Royal Australian Air Force (RAAF), med totalt omkring 51 000 anställda. Alla delar av Australiens försvarsmakt har deltagit i olika fredsinsatser inom FN:s regi och regionalt (senast i Östtimor, Salomonöarna och Sudan), katastrofinsatser och väpnade konflikter, inklusive invasionen av Irak 2003. Regeringen utser en befälhavare över försvaret, Chief of the Defence Force, från en av de tre försvarsgrenarna. För närvarande kommer befälhavaren från flygvapnet, Air Chief Marshal Angus Houston. Medan generalguvernören tekniskt sett är överbefälhavare över försvaret har han eller hon ingen aktiv roll i praktiken. Istället kontrolleras försvaret av den valda australiska regeringen. I budgeten 2006-07 spenderades 22 miljarder dollar på försvaret. Australien placerades 2008 på 27:e plats på fredsindexet, främst på grund av närvaron i kriget i Afghanistan.

## Ekonomi och infrastruktur

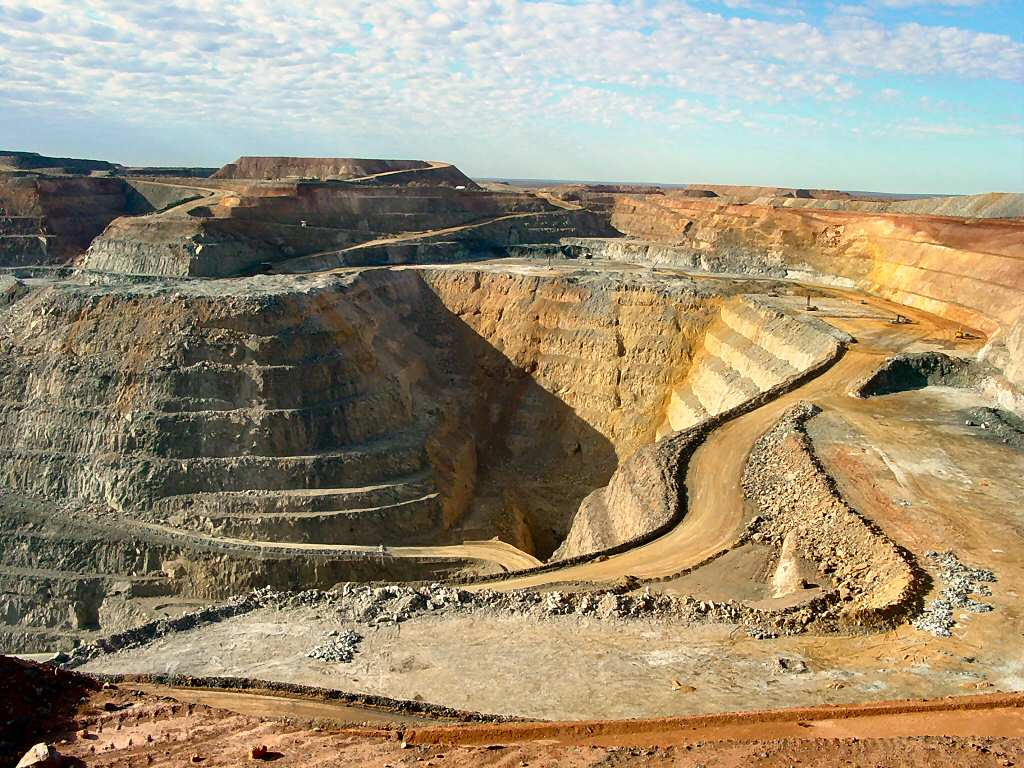
Australien är en av världens stora guldproducenter. Guldgruvan The Super Pit i Kalgoorlie-Boulder är Australiens största dagbrott av guld.

Australien använder sig av en framgångsrik västerländsk marknadsekonomi, med en BNP per capita något högre än i Storbritannien, Tyskland och Frankrike. Landets BNP var 795 miljarder USD 2008, vilket motsvarar 37 300 USD per capita. Landet placerades på nionde plats i The Economists demokratiindex 2018, och på femteplats i Förenta nationernas Human Development Index för 2021.
Den australiska ekonomin har inte lidit av recession sedan det tidiga 1990-talet. Tillväxtsiffrorna har i snitt varit 3-4 % per år. Under den internationella finanskrisen 2008–2009 var det endast Australien av OECD-länderna, som klarade av krisen utan att hamna i recession.
Mycket av Australiens ekonomiska förändring och utveckling har skett efter andra världskriget. Under Andra världskriget avbröts handeln över havet och Australien behövde skaffa ett självständigt näringsliv. Industrin i landet växte och blev mångsidig samtidigt som industrialiseringen påskyndades då Australien behövde krigsmaterial. Efter kriget kom den internationella handeln igång igen och Australiens handelsmönster och dess roll i det globala näringslivet förändrades. I början av 1970-talet gick Storbritannien in i det västeuropeiska handelssamarbetet och Australiens handel med Storbritannien försämrades. USA blev istället Australiens viktigaste handelspartner bland industriländerna och när länder i Öst- och Sydostasien påbörjade sin industriella återuppbyggnad efter kriget vidgades Australiens marknad ytterligare.
På 1980-talet startade arbetarpartiet, lett av Australiens dåvarande premiärminister Bob Hawke, en reform som gick ut på att låta den australiska dollarn flyta fritt från och med 1983, tillsammans med en avreglering av det finansiella systemet. Handelshindren minskades eftersom man ville att industrin skulle få konkurrens utifrån för att kunna utvecklas och bli mer effektiv och sedan kunna konkurrera globalt. Howard-regeringen följde upp med mikroekonomiska reformer, inklusive en avreglering av arbetsmarknaden och en privatisering av statligt ägda företag, vilket märks främst inom den australiska telekombranschen. Skattesystemet reformerades i juli 2000 med införandet av en skatt på varor och tjänster på 10 procent. Efter reformerna under 1980-talet omstrukturerades industrin i landet och enklare produktioner flyttades till länder i Sydostasien och Kina med lägre löner och därmed blev produktionskostnaderna lägre. När produktionen flyttades ökade importen av halvfabrikat.
Exporten av mineraler och energiråvaror växte i snabb takt och i mitten av 00-talet stod den varugruppen för lite mer än 35 % av hela landets varuexport. Vikten av gruvindustrin har fortsatt att öka. Budgetåret 2010/11 stod industrin för cirka 55 % av hela landets exportvärde.
I januari 2007 befann sig 10 033 480 i arbete med en öppen arbetslöshet på 4,6 procent. Ekonomins tjänstesektor, inklusive turism, utbildning och finansiella tjänster, utgör 69 procent av landets BNP, medan jordbruket och olika naturresurser enbart utgör tre respektive fem procent av BNP, men står för en stor del av landets export.
Den australiska dollarn är valutan i Australien, inklusive Julön, Kokosöarna och Norfolkön, samt i de oberoende staterna Kiribati, Nauru och Tuvalu. De största aktiebörserna i Australien är Australian Securities Exchange och Sydney Futures Exchange. Den australiska dollarn har varit mycket stark under de senaste åren och eftersom den australiska dollarn är högt värderad har landets varor blivit dyrare på världsmarknaden och det har även blivit dyrare för turister att besöka landet. Samtidigt finns det en konkurrens från nyare industriländer med lägre produktionskostnader.
Australiens största fackliga centralorganisation är Australian Council of Trade Unions och har 46 medlemsförbund.[källa behövs]

### Näringsliv
Mineraler och energiråvaror är viktigt för Australiens export och står för drygt hälften av den. Järnmalmsexporten till Kina är väldigt viktig och har blivit motorn för landets ekonomiska tillväxt och stabilitet. I Australien finns de flesta energiråvarorna tillgängliga och två tredjedelar av de energiråvaror som utvinns exporteras. Varken skogsindustrin eller fiske spelar någon större roll för landets ekonomi. Sysselsättningen inom de två områdena är låg. Importen av skogsprodukter är betydligt större än exporten.

### Handel
Australien är ett exportinriktat land och landets viktigaste exportvaror är järnmalm (cirka 24 % av exportinkomsterna), kol (cirka 18 %), guld, naturgas, bauxit, aluminium och råolja. Tidigare var jordbrukets råvaror viktigast i landets export. Exportinkomsterna från mineral och energiråvaror har ökat medan industriprodukterna minskat. Australiens största exportmarknader inkluderar Japan, Kina, USA, Sydkorea och Nya Zeeland.
De viktigaste importvarorna är råolja (cirka 9 % av importkostnaderna), personbilar (cirka 7 %), bränsle, telekomutrustning och läkemedel. Lite mindre betydelse har lastfordon, datorer, guld och avancerad verkstadsutrustning. De viktigaste importmarknaderna är Kina, USA, Japan, Singapore och Thailand (DFTA).
82 % av utrikeshandeln omfattar handel med varor och 18 % omfattar handel med tjänster. Betalningar från utländska studenter, affärsmän och turister som besöker landet är det som står för de främsta inkomsterna från tjänstehandeln. Utgifterna i tjänstehandeln är framför allt kostnader för utländska resor och godstransporter samt köp av affärstjänster. Under de senaste åren har tjänstehandeln haft ett underskott medan varuhandeln åren 2012-12 hade ett överskott, som beror mest på att mineralpriserna steg på världsmarknaden. Då hade Australien en positiv handelsbalans.

### Infrastruktur

#### Utbildning
Skolbarn börjar sin utbildning när de är 5-6 år gamla. Australien har en allmän skolplikt på totalt 11 år, förutom South Australia och Tasmanien som har 10 år, vilket följs av 2 valfria år. Detta har lett till en andel läs- och skrivkunniga på 99 procent.[källa behövs] PISA (Programme for International Student Assessment), koordinerat av Organisationen för ekonomiskt samarbete och utveckling, har rankat Australiens utbildning som den åttonde bästa av de 30 medlemmarna i OECD. Staten har finansiellt bidragit till grundandet av Australiens 38 universitet och även om flera privata universitet har etablerats mottar de flesta universiteten statlig finansiering. Det finns också ett system av yrkes- och fackutbildningar kallade TAFE Institutes. Ungefär 58 procent av australierna i åldern 25 till 64 år har någon form av yrkes- eller universitetsutbildning. Andelen utländska studenter i australiska universitet och högskolor är den högsta av alla OECD-länder.

## Befolkning

### Demografi
Precis som många andra utvecklade industriländer genomgår Australien en omvandling mot en allt äldre befolkning, med fler pensionärer och färre i arbetsför ålder. År 2004 var medelåldern i befolkningen 38,8 år. En stor del av australierna (759 849 under 2002–2003) bor utanför Australien.
| Befolkningsutveckling                                                | Befolkningsutveckling | Befolkningsutveckling |
| År                                                                   | Befolkning            | Ökning1               |
| -------------------------------------------------------------------- | --------------------- | --------------------- |
| 1788                                                                 | 900                   | —                     |
| 1800                                                                 | 5 200                 | 15,7 %                |
| 1850                                                                 | 405 400               | 9,1 %                 |
| 1900                                                                 | 3 765 300             | 4,6 %                 |
| 1910                                                                 | 4 525 100             | 1,9 %                 |
| 1920                                                                 | 5 411 000             | 1,8 %                 |
| 1930                                                                 | 6 501 000             | 1,9 %                 |
| 1940                                                                 | 7 078 000             | 0,9 %                 |
| 1950                                                                 | 8 307 000             | 1,6 %                 |
| 1960                                                                 | 10 392 000            | 2,3 %                 |
| 1970                                                                 | 12 663 000            | 2,0 %                 |
| 1980                                                                 | 14 726 000            | 1,5 %                 |
| 1990                                                                 | 17 169 000            | 1,5 %                 |
| 2000                                                                 | 19 169 100            | 1,1 %                 |
| 2010                                                                 | 21 620 000            | 1,3 %                 |
| 1 Genomsnittlig ökning per år under perioden framräknat enligt CAGR. |                       |                       |

#### Större städer
De största städerna är, enligt folkräkningen 2021: Sydney 5,2 miljoner invånare, Melbourne 4,9, Brisbane 2,5, Perth 2,1 samt Adelaide 1,4 miljoner invånare. De boende är koncentrerade längs ost- och sydkusten samt på sydvästkusten runt staden Perth.

#### Urbanisering

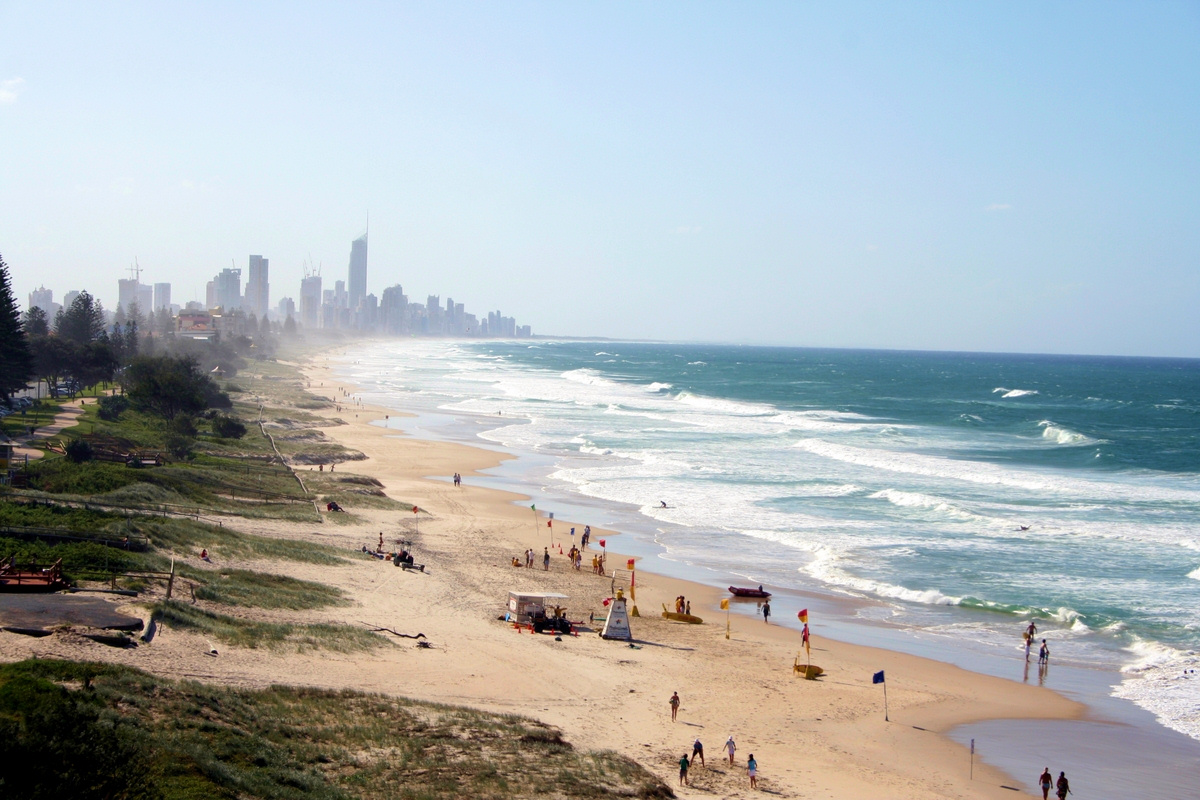
Majoriteten av australierna bor i storstäder och kustnära områden. Stranden är en viktig del av den australiska identiteten.

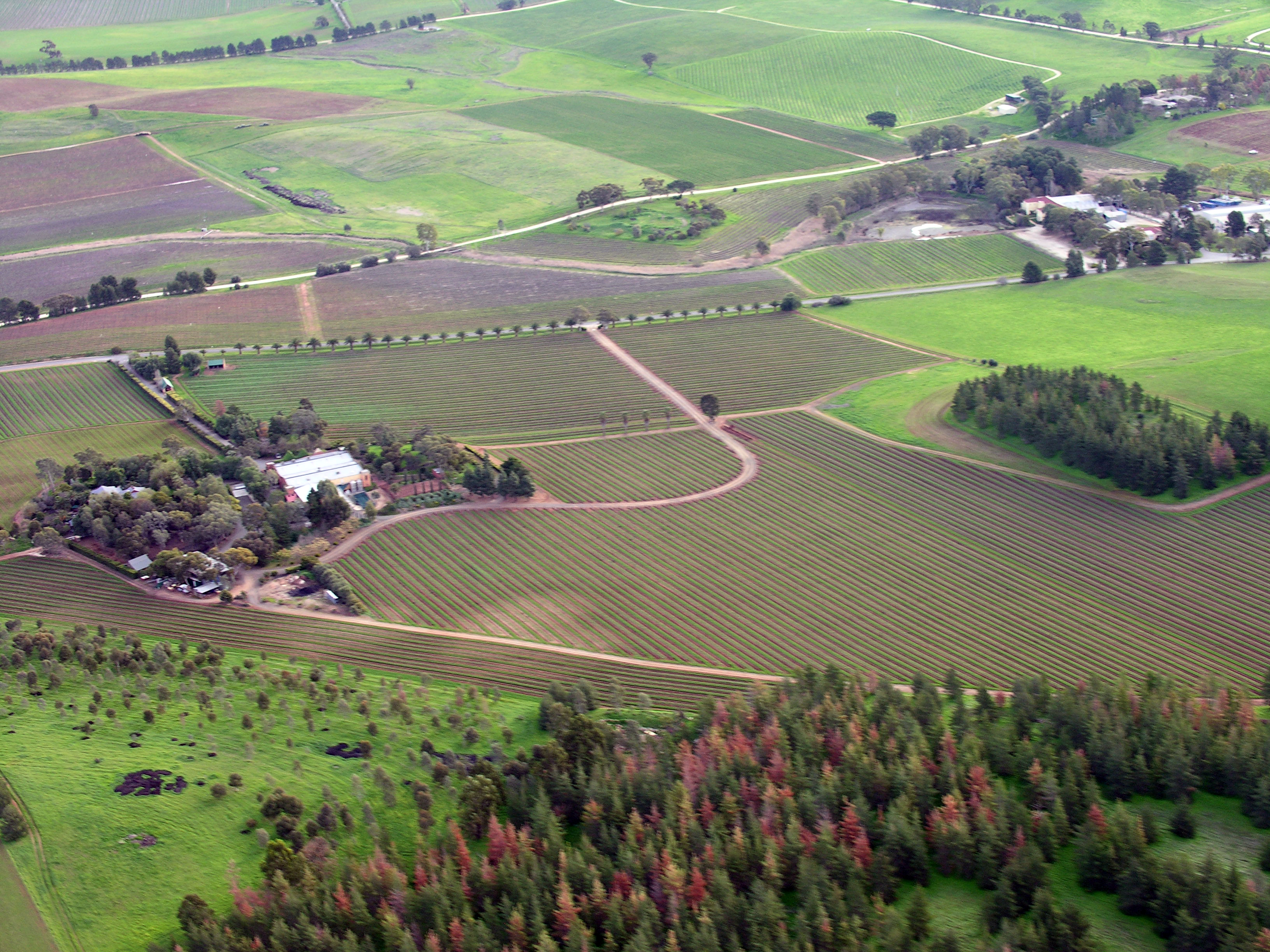
Den vinproducerande dalen Barossa Valley i South Australia. Färre än 15 procent av australierna bor på landsbygden.

Australien är starkt urbaniserad. Mer än 80% av befolkningen bor i stadsområden.[källa behövs]

#### Minoriteter
De ursprungsfolk som härstammar från Australien kallas för Aboriginer och har en mycket gammal historia och kultur. Det var för ca 50 000 år sedan som människor, med största sannolikheten från Sydostasien, för första gången bosatte sig i landet. Aboriginerna har bott och bor i mindre omfattning än idag i Australiens ökenområden, längs med kusterna och i regnskogsområdena i norr. Perioden innan européernas ankomst hade alla aboriginska grupperna en sak gemensamt, de levde som jägare och samlare i stenålderskulturer. Detta eftersom jordbruk eller boskapsskötsel inte förekom. De hade inte några fasta boplatser utan vandrade från plats till plats, mellan olika lägerplatser och följde naturens växlingar. Aboriginerna behövde vanligtvis inga kläder, däremot kunde de som levde i södra delarna av kontinenten svepa om sig känguruskinn när det blev kallt. På nätterna sov de mellan eldar för att behålla värmen. Redskapen som aboriginerna använde var spjut som tillverkades av trä, yxor, pilspetsar av sten, samt andra redskap tillverkade av växtfibrer. Aboriginerna hade omfattande kunskaper om naturen och hur man anpassar sig till den trots att deras kultur var materiellt enkel. Redskapen var lätta för att man skulle bära dem med sig. Helst skulle de dessutom kunna användas för flera olika ändamål. Ett tydligt exempel är bumerangen som kan användas som såväl jaktredskap, grävkäpp och skalkniv som musikinstrument.

#### Migration
Huvuddelen av Australiens 23,1 miljoner invånare härstammar från den koloniala tidens bosättare och därpå följande immigration från Europa, främst från Storbritannien och Irland. Befolkningen har fyrfaldigats sedan slutet av första världskriget, påskyndat av ett ambitiöst immigrationsprogram, vilket har inneburit att nästan var fjärde australier (23,1 procent) inte föddes i Australien. De flesta immigranterna är väl utbildade, men till invandrarna hör även familjemedlemmar till arbetskraftinvandrare samt flyktingar. Av den fjärdedel som är födda i andra länder kommer de fem största grupperna från Storbritannien, Nya Zeeland, Italien, Vietnam och Kina. Sedan policyn White Australia avskaffades 1973 har ett antal initiativ av staten genomförts för att uppmuntra samlevnad i samhället mellan olika etniciteter i en ny policy baserad på mångkultur.
Under 2008–2009 ökade Australien kraftigt sin invandring till ungefär 300 000 per år, den högsta nivån sedan immigrationsmyndigheten bildades efter andra världskriget, vilket kan jämföras med 131 000 invandrare för 2006–2007.

### Språk
Australien har inget officiellt språk de jure, men engelska anses vara det de facto officiella och nationella språket. Australisk engelska är den lokala varianten av det engelska språket med ett eget uttal och vokabulär (vissa av dessa ord har senare överförts till andra varianter av engelskan). Lokala skillnader inom den australiska engelskan är dock mindre än för både brittisk och amerikansk engelska. Grammatik och stavning bygger till stor del på den brittiska engelskan. Enligt folkräkningen 2001 är engelska det enda språket som talas i hemmet för 80 procent av befolkningen. De därefter vanligaste språken är kinesiska (2,1 procent), italienska (1,9 procent) och grekiska (1,4 procent). En stor del av de sentida invandrarna är tvåspråkiga.
Det anses ha funnits mellan 200 och 300 australiska språk innan den europeiska kolonisationen. Endast ungefär 70 av dessa språk har överlevt och samtliga utom 20 anses vara utrotningshotade.[källa behövs] Olika australiska språk är idag första språk för ungefär 50 000 (0,25 procent) av befolkningen. Australien har ett eget teckenspråk benämnt auslan vilket är första språk för omkring 6 500 döva.

### Religion
Australien har ingen statsreligion. I en undersökning 2016 ansåg sig 52,1 procent av australierna som kristna varav 22,6 procent som katoliker och 13,3 procent som anglikaner. 30,1 procent ansågs inte ha någon religion, till detta räknades humanism, ateism, agnosticism och rationalism. Ytterligare 9,6 procent svarade inte på frågan eller gav ett svar som inte kunde tolkas. Den snabbast växande och näst största religionen i Australien är islam, följt av buddhism och hinduism. Totalt bekände sig knappt 8,2 procent till icke kristna religioner. Samt omkring 64.000 Jehovas vittnen (2009).
Undersökningar har visat på Australien som ett av de minst religiösa länderna, och religion anses inte som en viktig del av många australiers liv. Som i många västerländska länder besöker få invånare gudstjänster och denna andel minskar. Under 2004 besökte i genomsnitt 1,5 miljoner (7,5 procent av befolkningen) veckogudstjänster.

### Sociala förhållanden
Ursprungsbefolkningen, aboriginer från fastlandet och öbor på Torres Strait Islands, var år 2001 totalt 410 000 stor (2,2 procent av den totala befolkningen), vilket är en kraftig ökning från folkräkningen 1976 som visade på en ursprungsbefolkning på cirka 116 000. Ursprungsbefolkningen har drabbats av en högre andel arbetslöshet och fängelsedomar, lägre nivåer av utbildning och en förväntad livslängd som är ungefär 17 år kortare än den övriga befolkningen.

## Kultur

### Konstarter

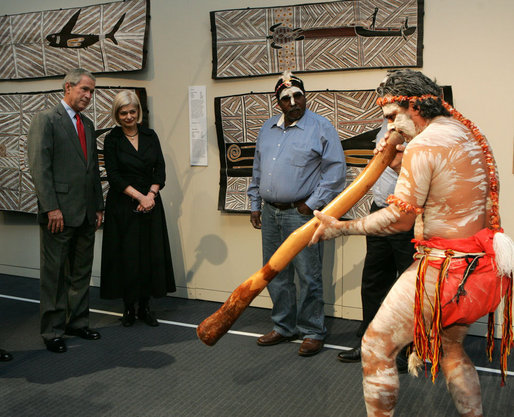
Uppträdande av aboriginsk sång och dans på Australian National Maritime Museum i Sydney.

Sedan Australien koloniserades av britterna, har kulturen grundat sig i den anglo-keltiska, men företeelser av tydligt australiskt ursprung är framträdande, hämtade från landets miljö och ursprungsbefolkning. Sedan mitten av 1900-talet har den australiska kulturen påverkats av den amerikanska, framförallt genom filmer och TV, samt av storskalig immigration från icke engelskspråkiga länder.

#### Musik
Musiken i Australien är, med undantag för urinvånarnas, västerländsk. AC/DC, INXS, 5 Seconds of Summer, Men at Work, John Farnham, Jon English, Jimmy Barnes, Midnight Oil, Nick Cave, Tommy Emmanuel, Savage Garden, Silverchair och Kylie Minogue är exempel på internationellt kända artister och musikgrupper från Australien. Australien har också ett folkmusikarv, med kända sånger som Waltzing Matilda som till och med varit föreslagen som nationalsång.[källa behövs] Australiens nationalsång heter "Advance Australia fair". Men at Works hit "Down Under" (1983) betraktas främst av den yngre generationen som en slags nationalsång.[källa behövs]
År 2015 deltog Australien för första gången i Eurovision Song Contest, med låten "Tonight Again" av Guy Sebastian. Även 2016 deltog Australien i ESC. Landet representerades då av Dami Im med låten "Sound of Silence".

### Traditioner

#### Kultursymboler
Australien har flera objekt som är upptagna på UNESCO:s världsarvslista. Några av de mest framstående är Stora barriärrevet, som togs upp 1981, och Kakadu nationalpark, listad i tre omgångar (1981, 1987 och 1992). Andra tidiga tillskott är Willandra sjödistrikt (1981) och Lord Howeön (1982).
Tasmanian Wilderness nationalpark blev ett världsarv 1982 och utökades 1989. Även Central Eastern Australian regnskogsområde och Uluru–Kata Tjuta nationalpark är betydande naturarv som tillkom 1986 respektive 1987 och senare kompletterades med ytterligare områden. Våta tropikerna i Queensland blev ett världsarv 1988, och Shark Bay och Fraserön följde efter 1991 och 1992. Riversleigh fossilreservat lades till 1994.
Macquarie Island och Vulkanöarna Heard och McDonald blev världsarv 1997, medan Blue Mountains upptogs 2000 och Purnululu nationalpark 2003. Carlton Gardens i Melbourne lades till 2004, och Operahuset i Sydney blev världsarv 2007. Senare tillägg inkluderar elva straffläger från 1700- och 1800-talen (2010), Ningalookustens karstlandskap med sitt unika korallrev och marina liv (2011), samt Budj Bims kulturlandskap, ett av de äldsta områdena för vattenbruk, som togs upp 2019.

### Sport

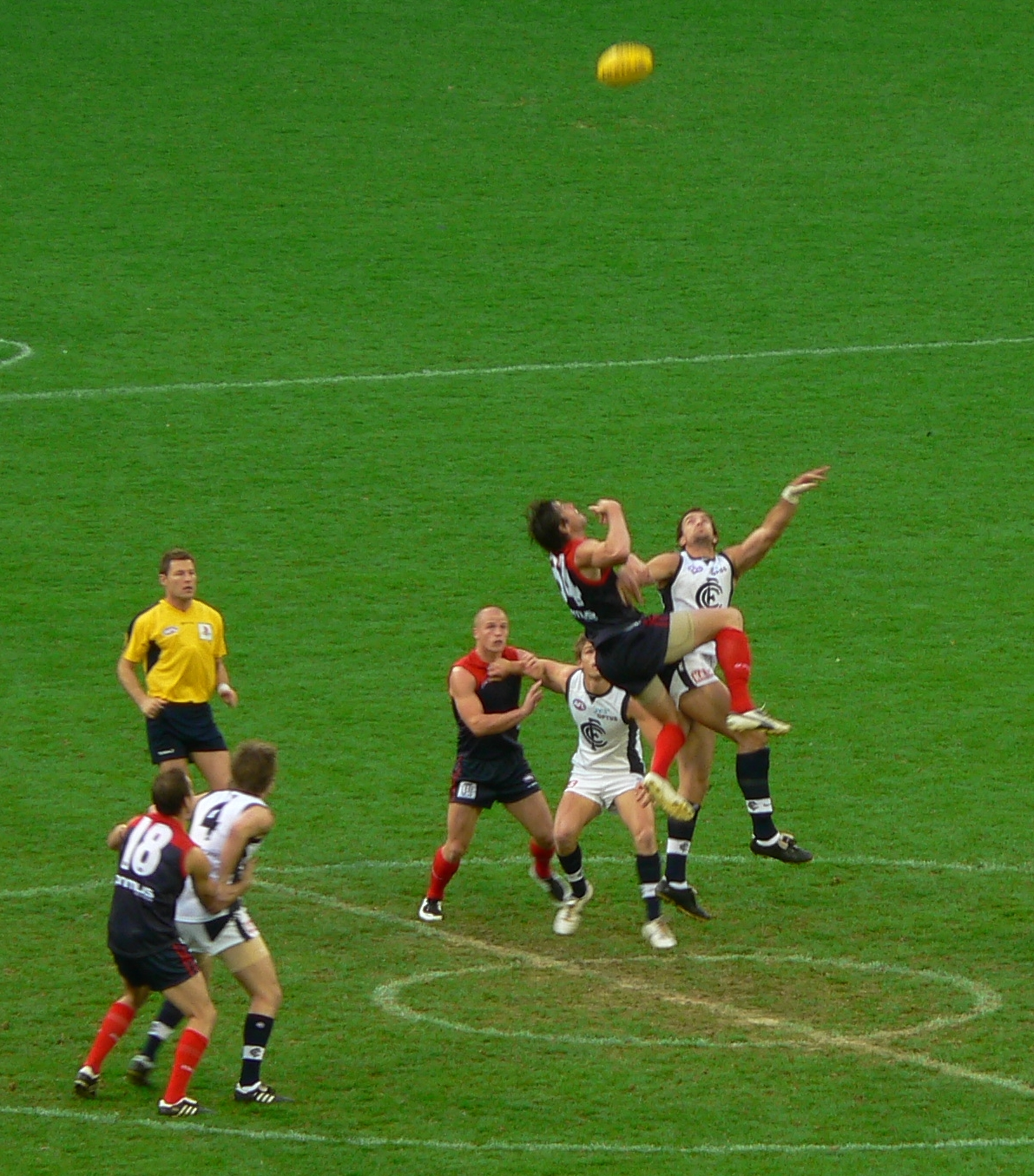
Australisk fotboll spelades först i Victoria och är en mycket populär sport.

Sport spelar en viktig roll i den australiska kulturen, vilket till viss del beror på ett klimat som främjar utomhusaktiviteter. 23,5 procent av befolkningen över 15 år deltar regelbundet i organiserade sportaktiviteter. På en internationell nivå har man framgångsrika lag inom bland annat cricket, landhockey, netball, speedway och rugby, samt har skickliga idrottare inom cykel, segling, rodd, golf och simning. Bland Australiens mest kända idrottspersoner finns simmarna Dawn Fraser och Ian Thorpe, löparen Cathy Freeman, tennisspelarna Roy Emerson, Rod Laver, Ken Rosewall, Samantha Stosur och Lleyton Hewitt samt cricketspelaren Donald Bradman, vars slagsnitt har ansetts vara den statistiskt främsta bedriften inom samtliga större sporter.
Andra nationellt populära sporter inkluderar australisk fotboll, hästkapplöpning, fotboll, segling och motorsport. Australien har deltagit i alla olympiska sommarspel under modern tid och samtliga Samväldesspel. Australien var värd för Olympiska sommarspelen 1956 i Melbourne och Olympiska sommarspelen 2000 i Sydney. Andra stora idrottsevenemang är tennisturneringen Australiska öppna som spelas i början av varje år i Melbourne och Formel 1-tävlingen Australiens Grand Prix. De mest vanliga sporten är just nu volleyboll.

## Internationella rankningar
| Organisation                                | Undersökning                | Rankning  |
| ------------------------------------------- | --------------------------- | --------- |
| Heritage Foundation/The Wall Street Journal | Index of Economic Freedom   | 8 av 180  |
| Reportrar utan gränser                      | Pressfrihetsindex           | 25 av 180 |
| Transparency International                  | Corruption perception index | 13 av 180 |
| FN:s utvecklingsprogram                     | Human Development Index     | 6 av 189  |